# 西鉄二日市駅

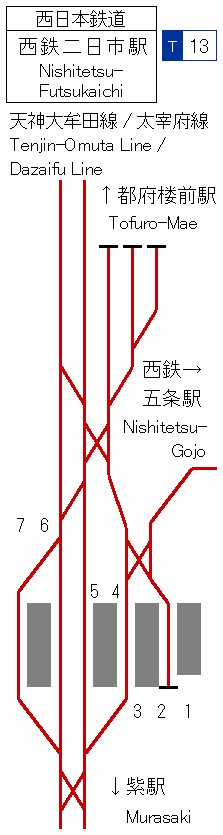
配線図

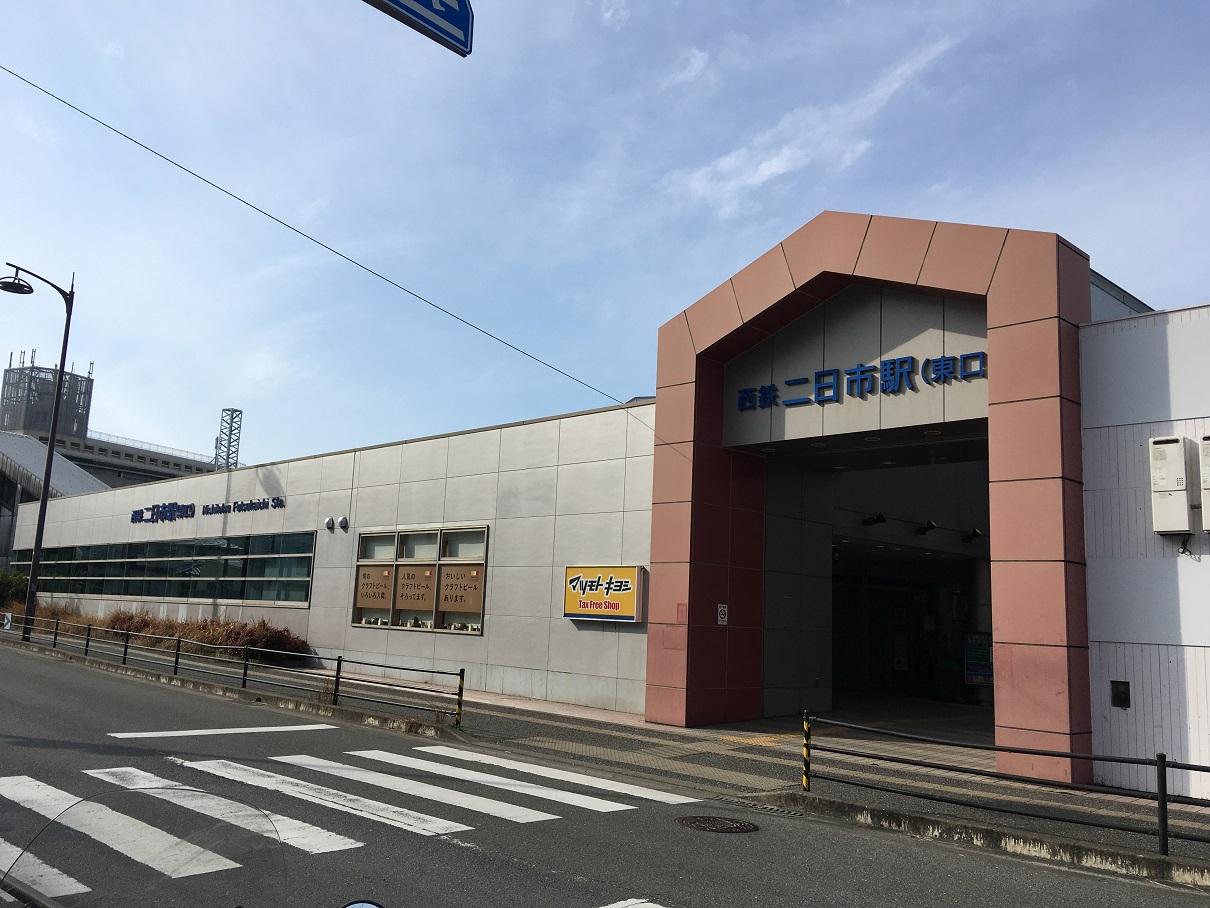
東口駅舎（2020年2月）

西鉄二日市駅（にしてつふつかいちえき）は、福岡県筑紫野市二日市中央六丁目にある、西日本鉄道（西鉄）の駅である。駅番号はT13。全列車停車駅である（特別な場合を除く）。
九州旅客鉄道（JR九州）鹿児島本線の二日市駅とは徒歩12分程度の場所にある。駅北側構内に市境があり、一部は太宰府市に属している。

## 利用可能な鉄道路線
- 西日本鉄道
  - 天神大牟田線
  - 太宰府線

## 歴史
- 1924年（大正13年）4月12日：九州鉄道（西鉄天神大牟田線の前身）二日市駅開業。
- 1939年（昭和14年）7月1日：九鉄二日市駅に改称届出[3]。
- 1942年（昭和17年）9月22日：西日本鉄道発足に伴い、西鉄二日市駅に改称。
- 1969年（昭和44年）：現在の西口駅舎が改築落成。
- 1987年（昭和62年）10月1日：自動改札機を導入[4]。
- 2003年（平成15年）3月31日：駅東側の住民の要望に伴い、東口を設置。同時にバリアフリー化。
- 2005年（平成17年）6月13日：駅構内で太宰府発福岡（天神）行き普通電車が脱線。電車は自然に線路上に戻り、負傷者なし。
- 2006年（平成18年）10月31日：東口駅前計画道路（県道581号）が榎社（太宰府市）まで開通。これにより既存の踏切が歩行者専用となり、西鉄太宰府線の踏切1ヶ所が撤去された。
- 2008年（平成20年）5月18日：ICカードnimoca供用開始。
- 2013年（平成25年）2月：液晶式列車案内装置の使用開始[5]、案内放送システム更新。
- 2017年（平成29年）2月1日：駅ナンバリングを導入[6]。

## 駅構造
4面5線の島式ホームからなる地上駅。のりばは7つ。太宰府線は通常時は1番のりばまたは4番のりばからの出発。天神大牟田線は下り線が4番・5番のりば、上り線は6番・7番のりばから出発する。1番のりばと4番のりばの間にある2番のりばと3番のりばは普段は使用されないが、正月など混雑が予想される際にはこのホームを利用して天神大牟田線と太宰府線の間で対面乗り換えが行われる。
待避線をもつ当駅では、終日列車の追い越し（緩急接続）が実施されている。
また、当駅止まりの列車も多く設定されている。太宰府線については、太宰府線内で完結する列車がほとんどである。天神大牟田線・下りの当駅止まりの列車は、当駅で折り返す運用と筑紫車両基地へ回送される運用がある。当駅で折り返す場合は、一旦紫駅方の下り本線に引き上げて、渡り線を渡って上りホームに入る。上りも深夜帯に当駅止まりの列車を設定してある。
筑紫方面から太宰府線に直通となる列車もわずかながら設定されており、上り本線から紫駅側の渡り線を渡って直接4番のりばに進入する。
跨線橋は、福岡側のエレベーター･エスカレーターつきの新跨線橋と、大牟田側の従来からある階段だけの跨線橋の2つがある。
出入口は西口と東口の2つがある。西口は橋上駅舎で、エスカレーターやエレベーターがない。後に作られた東口は地上駅舎で、1番のりばに直結している。そのため、身体障害者は東口に回るか、駅務員の補助が必要。なお、西口には「車椅子をご利用の方は、東口をご利用下さい。」と書かれた張り紙がある。列車案内システムの更新に伴い、ホーム及び改札口の発車標はすべて日立製の大型LCDのものに切り替えられた。
県道35号線踏切渋滞緩和のため、ラッシュ時中心に下り電車と上り電車を同時に踏切を通過させることで踏切閉鎖時間を減らす信号指令を行なっている。
当駅の都府楼前駅側には以前二日市車両基地があった。現在は筑紫車両基地へ移転したが、当時の名残で留置線が3本残されている。 
のりば
| 線路 | のりば | 路線          | 方向 | 方面               | 備考                                    |
| ---- | ------ | ------------- | ---- | ------------------ | --------------------------------------- |
| 1    | 1      | ●太宰府線     | -    | 太宰府ゆき         | 主に当駅始発                            |
| 1    | 1      | ●天神大牟田線 | 上り | 福岡（天神）方面   | 太宰府線からの直通                      |
| 1    | 2      | ●太宰府線     | -    | 二日市ゆき         | 臨時ホーム（多客期） 対面乗り換えを実施 |
| 2    | 3      | ●天神大牟田線 | 上り | 福岡（天神）方面   | 臨時ホーム（多客期） 対面乗り換えを実施 |
| 2    | 4      | ●太宰府線     | -    | 太宰府ゆき         | 主に天神大牟田線からの直通              |
| 2    | 4      | ●天神大牟田線 | 下り | 久留米・大牟田方面 | 副本線                                  |
| 3    | 5      | ●天神大牟田線 | 下り | 久留米・大牟田方面 | 本線                                    |
| 4    | 6      | ●天神大牟田線 | 上り | 福岡（天神）方面   | 本線                                    |
| 5    | 7      | ●天神大牟田線 | 上り | 福岡（天神）方面   | 副本線                                  |

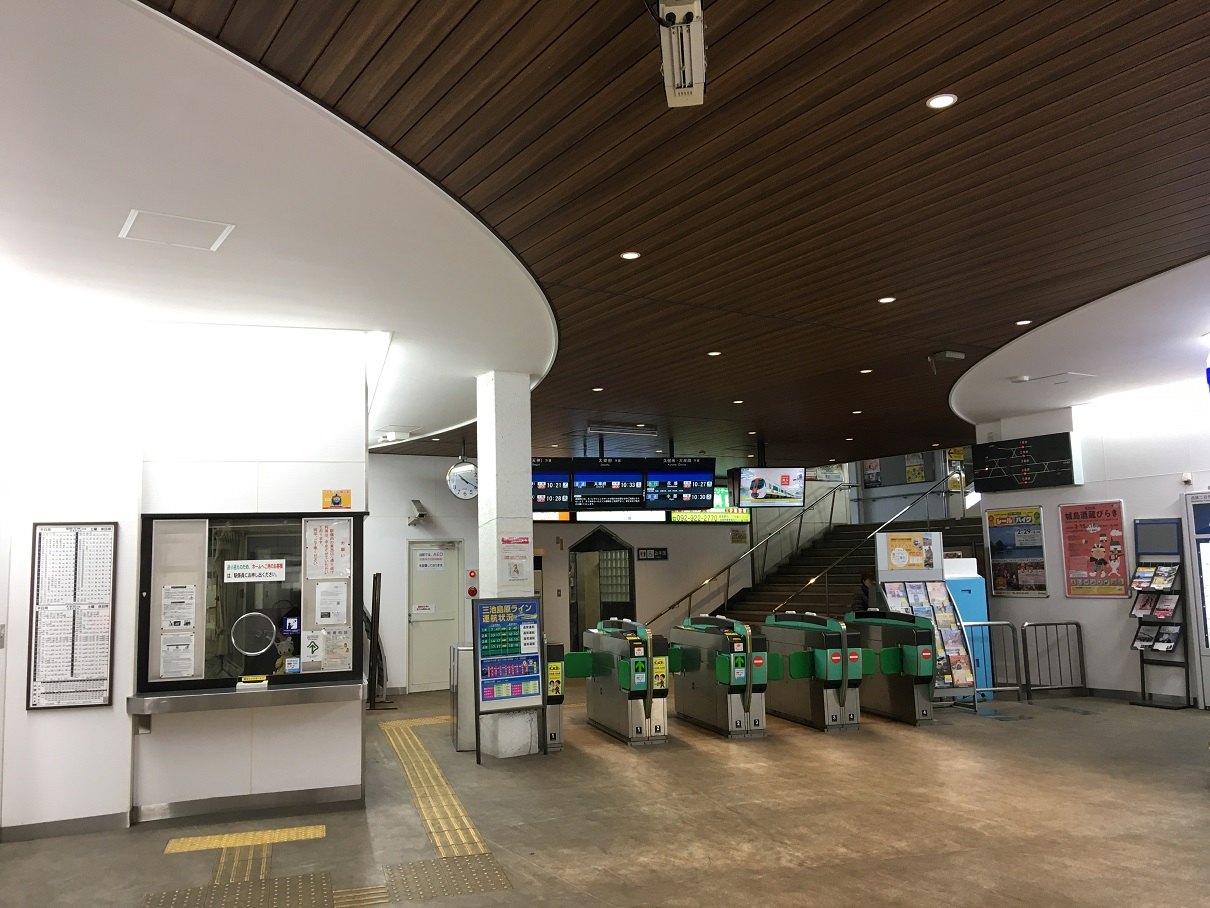
西口改札 （2020年2月）
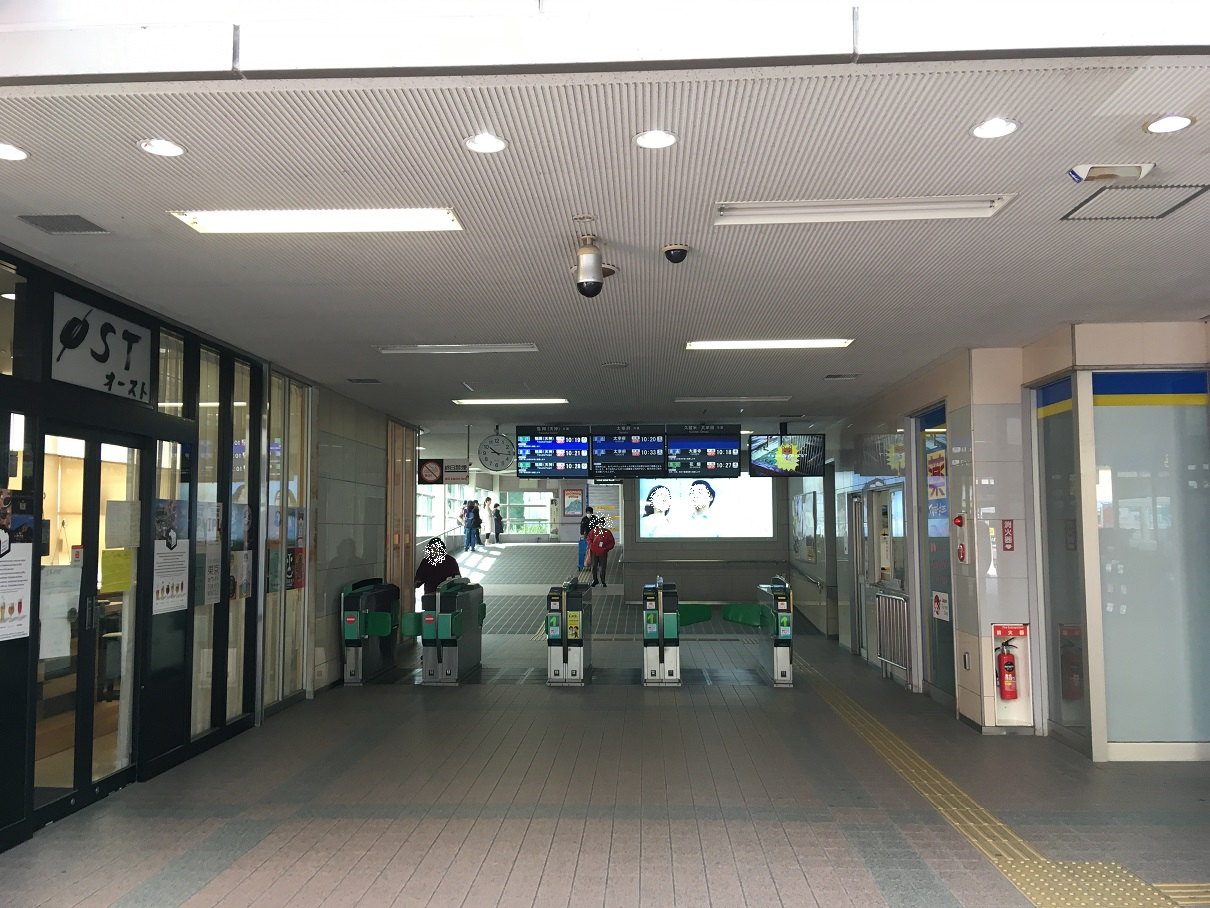
東口改札 （2020年2月）
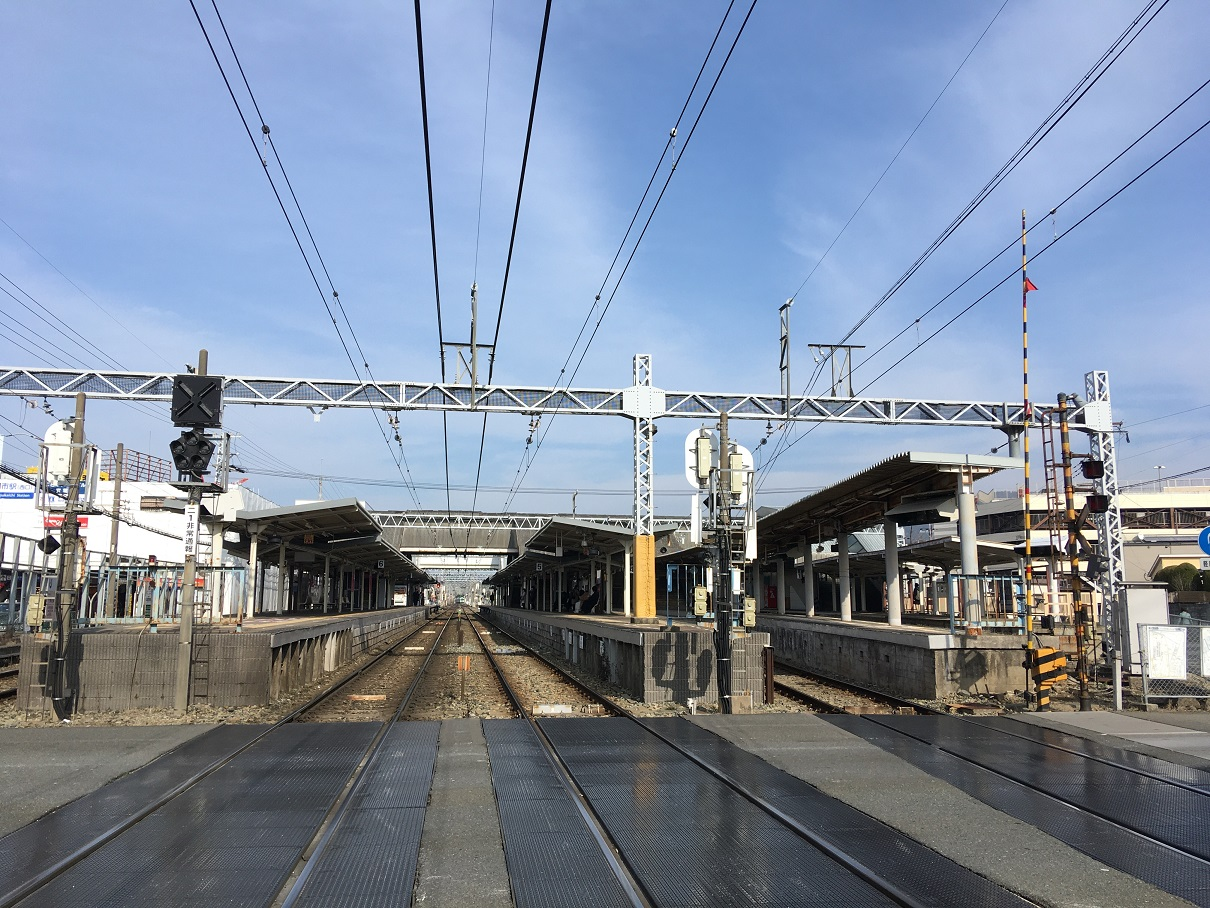
構内 （2020年2月）
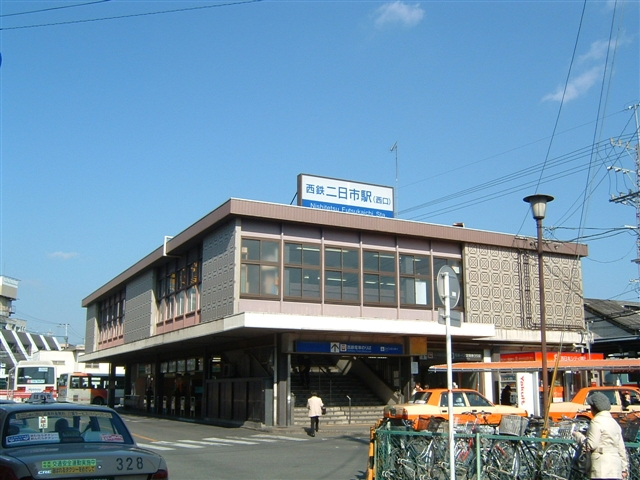
改装前の西口駅舎 （2007年1月）

## 利用状況
2024年度の1日平均乗降人員は18,704人であり、西鉄の駅としては第8位である。当駅は長期に渡り第5位の利用者数であったが、近年は減少傾向にあり、順位を下げつつある。
2010年度は紫駅が開業した事も起因し、2,000人以上の減少となっている。
各年度の1日平均乗車および乗降人員は下表のとおり。
| 年度               | 1日平均 乗車人員 | 1日平均 乗降人員 |
| ------------------ | ---------------- | ---------------- |
| 1996年（平成08年） | 15,912           | 32,192           |
| 1997年（平成09年） | 15,540           | 31,408           |
| 1998年（平成10年） | 14,737           | 29,805           |
| 1999年（平成11年） | 14,161           | 28,781           |
| 2000年（平成12年） | 13,603           | 27,690           |
| 2001年（平成13年） | 13,408           | 27,414           |
| 2002年（平成14年） | 12,997           | 26,553           |
| 2003年（平成15年） | 13,445           | 27,284           |
| 2004年（平成16年） | 13,058           | 26,507           |
| 2005年（平成17年） | 13,088           | 26,362           |
| 2006年（平成18年） | 13,063           | 26,208           |
| 2007年（平成19年） | 13,077           | 26,190           |
| 2008年（平成20年） | 13,241           | 26,613           |
| 2009年（平成21年） | 12,647           | 25,453           |
| 2010年（平成22年） | 11,468           | 23,182           |
| 2011年（平成23年） | 11,033           | 22,320           |
| 2012年（平成24年） | 10,969           | 22,166           |
| 2013年（平成25年） | 11,084           | 22,368           |
| 2014年（平成26年） | 10,514           | 21,210           |
| 2015年（平成27年） | 10,774           | 21,740           |
| 2016年（平成28年） | 10,838           | 21,562           |
| 2017年（平成29年） | 10,795           | 21,467           |
| 2018年（平成30年） | 10,660           | 21,467           |
| 2019年（令和元年） | 10,579           | 21,243           |
| 2020年（令和02年） |                  | 15,041           |
| 2021年（令和03年） |                  | 15,622           |
| 2022年（令和04年） |                  | 16,904           |
| 2023年（令和05年） |                  | 17,858           |
| 2024年（令和06年） |                  | 18,704           |

## 駅周辺

### 道路
- 福岡県道35号筑紫野古賀線
- 福岡県道581号観世音寺二日市線
- 福岡県道112号福岡日田線

### 教育
学校
- 日本経済大学
- 福岡こども短期大学
- 筑陽学園中学校・高等学校
- リンデンホール小学校

学習塾
- 武田塾二日市校
- 英進館二日市校
- 明光義塾二日市校
- 全教研二日市校
- 筑紫修学館二日市校
- 河合塾マナビス西鉄二日市校

### 商業・金融など
- 福岡銀行西鉄二日市駅前出張所（東口側・イオン敷地内。ATMのみ）
- 筑邦銀行二日市支店
- 佐賀銀行 二日市支店
- 九州労働金庫筑紫支店
- 筑紫野本町郵便局
- イオン二日市店（東口側）
- 西鉄通り商店街

### 交番
- 筑紫野警察署西鉄前交番

### バス路線

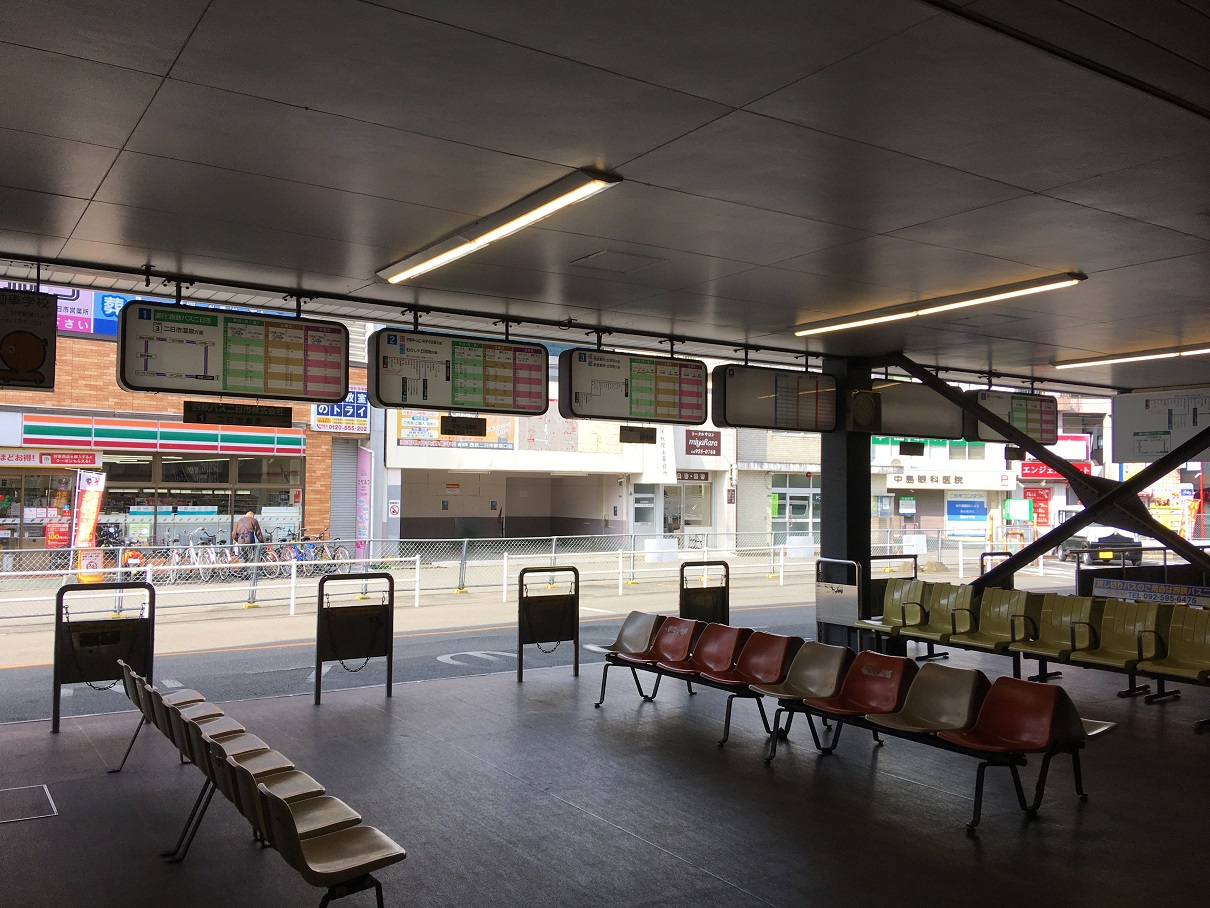
バスセンター（2020年2月）

西口・東口共駅前からバスが出ている。（路線は2025年4月1日現在。太字は終点停留所）
担当営業所 西鉄バス原営業所

#### 西口（西鉄二日市バス停）
- ■ 1-1
  - 西鉄二日市→JR二日市駅→紫駅→柚の木→吉木入口→葉光ヶ丘東→吉木→原営業所→筑紫女学園大学前→九州国立博物館前→太宰府
- ■ 1-2
  - 西鉄二日市→JR二日市駅→紫駅→柚の木→吉木入口→原営業所→筑紫女学園大学前→九州国立博物館前→太宰府
- ■ 2-1
  - 西鉄二日市→JR二日市駅→パープルプラザ前→警察署前→上古賀→三本松→（→むさしヶ丘団地東口→）→井手の古賀→山口
- ■ 2-1急行
  - 西鉄二日市→JR二日市駅→山口

早朝の1本のみ運行。
- ■ 2-2
  - 西鉄二日市→JR二日市駅→パープルプラザ前→警察署前→三本松→むさしヶ丘団地東口→むさしヶ丘公民館前→むさしヶ丘団地→むさしケ丘三丁目

朝方のみ運行。
- ■ 2-3
  - 西鉄二日市→JR二日市駅→パープルプラザ前→警察署前→イオンモール筑紫野→三本松→むさしヶ丘団地東口→むさしヶ丘公民館前→むさしヶ丘団地→むさしケ丘三丁目
- ■ 3
  - 西鉄二日市→JR二日市駅→パープルプラザ前→警察署前→済生会病院→二日市温泉→二日市西一丁目→西鉄二日市
  - 西鉄二日市→二日市西一丁目→二日市温泉→済生会病院→警察署前→パープルプラザ前→JR二日市駅→西鉄二日市
- ■ 22
  - 西鉄二日市→天拝坂→大佐野→福農前→平田

#### 東口（西鉄二日市東口バス停）
- 無番
  - 西鉄二日市東口→日本経済大学前→君畑→星ヶ丘入口→梅香苑→泉ヶ丘→太宰府高校
  - 西鉄二日市東口→日本経済大学前→君畑→星ヶ丘入口→梅香苑→泉ヶ丘→太宰府高校入口→星ヶ丘→東ヶ丘→五条台→西鉄五条駅

　　二日市から五条駅まで直通するバスは朝方のみ運行。他は全て太宰府高校入口折り返し。
- 直行
  - 西鉄二日市東口→太宰府高校入口

平日・土曜の朝方のみ運行。

## 隣の駅
西日本鉄道
■天神大牟田線
■特急
春日原駅（T09） - 西鉄二日市駅（T13） - 西鉄久留米駅（T27）
■急行
下大利駅（T11） - 西鉄二日市駅（T13） - 朝倉街道駅（T15）
■普通
都府楼前駅（T12） - 西鉄二日市駅（T13） - 紫駅（T14）
■太宰府線（全ての種別が各駅に停車）
西鉄二日市駅（T13） - 西鉄五条駅（D01）